# Jingpo Sun
 (août 2013).
Jingpo Sun  (孙景波) est un peintre de compositions animées, scènes de genre, scènes typiques, chinois du XXe siècle né en 1945 dans la province de Shandong.

## Biographie
Il fait ses études à l'École des Beaux-Arts de l'Académie Centrale, diplômé en 1964, il commence à travailler dans le cadre de l'association des Artistes de la Province de Yunan.

Après la révolution culturelle de 1978, il retourne à l'Académie Centrale afin de reprendre le cours normal de ses études, obtenant le diplôme d'études supérieures en 1980.

En 1985-1986 il approfondit ses connaissances en peinture à l'huile à Paris. De retour dans son pays, il devient professeur à l'Académie Centrale.

Il tire l'essentiel de son inspiration des croquis réalisés à l'époque où il a vécu dans les provinces de l'ouest de la Chine, s'étant attaché aux minorités ethniques et à leurs modes de vie.